# Enallopsammia
Genre
Enallopsammia est un genre de scléractiniaires (coraux durs).

## Liste des espèces
Enallopsammia contient les espèces suivantes :
Selon ITIS (21 juin 2015) :
- Enallopsammia amphelioides Alcock, 1902
- Enallopsammia marenzelleri Zibrowius, 1973
- Enallopsammia profunda De Pourtalès, 1867
- Enallopsammia pusilla Alcock, 1902
- Enallopsammia rostrata De Pourtalès, 1878